# لينتون براون
لينتون براون (بالإنجليزية: Linton Brown)‏ (12 أبريل 1968 في المملكة المتحدة - ) هو لاعب كرة قدم بريطاني في مركز الهجوم. لعب مع سوانزي سيتي وهال سيتي ونادي سكاربورو ونادي هاليفاكس تاون ونادي جيزيلي ‏.